# Rossau (Saxe)
Pour les articles homonymes, voir Rossau.
Rossau  est une commune de Saxe (Allemagne), située dans l'arrondissement de Saxe centrale, dans le district de Chemnitz.